# کلودون
کلودون (به انگلیسی: Kelvedon) یک روستا و محله مدنی در بریتانیا است که در Braintree واقع شده‌است. کلودون ۴٬۷۱۷ نفر جمعیت دارد.